# みんなのアメカン
『みんなのアメカン』は、日本テレビ系列で2012年4月19日から同年8月16日まで木曜日19:00 - 19:56（『1900』木曜枠）に放送されたクイズバラエティ番組。通称『アメカン』。
2012年1月8日（7日深夜）から同年3月25日（24日深夜）までは『笑う!アメカン』（わらう!アメカン）として日曜日（土曜日深夜）0:55 - 1:25に放送されていた。
キャッチコピーは「直カン型ゲーム&クイズバラエティ」。

## 概要
『感じる』をテーマに、センスや直感を駆使して様々なクイズやゲームに挑戦する。
まず『サタデーバリューフィーバー』でパイロット版が放送された後、土曜深夜に『笑う!アメカン』としてレギュラー放送を開始した。2012年4月から『みんなのアメカン』に改題し、木曜19時台に枠移動した。
雨上がり決死隊にとって日本テレビでは初のゴールデンタイム冠番組である。また、佐々木希にとって全国ネットのゴールデンタイムで司会を務めるのは当番組が初であった。
番組オープニングでは、雨上がり決死隊と佐々木の3人でマペットを操り（『笑う!アメカン』初期は辞典型の衝立から顔を出して）、その日に放送されるクイズ・ゲームの見所を紹介する。
また、『みんなのアメカン』からは番組のクイズ・ゲームを用いたウィルコムのインフォマーシャルも放送されている。
同年8月16日放送分をもって打ち切られたが、最終回での挨拶などの演出はなかった。同年10月の番組改編までは『ぐるぐるナインティナイン』の2時間SPなどつなぎ番組が放送された。同年10月から新番組『快脳!マジかるハテナ』が放送されることになり、雨上がり決死隊のみ同番組にも引き続き出演した。

## 出演者

### 司会
- 雨上がり決死隊（宮迫博之・蛍原徹）
- 佐々木希

### アメカンファミリー
- 宮川大輔
- ピース（綾部祐二・又吉直樹）[7]
- 平成ノブシコブシ（吉村崇・徳井健太）
- 近藤春菜（ハリセンボン）
- 澤部佑（ハライチ）
- D☆DATE（荒木宏文・堀井新太・五十嵐隼士・瀬戸康史）

## コーナー
クイズ!金の卵の方程式
登場した子役のパパ・ママを、それぞれ3人ずつの候補の中から、質問などを通して見つけ出す。解答権は1回。不正解だと頭上の殻が降りて来て閉じ込められ、その中にCO2ガスが噴出される。
和に和にガブチョイス
日本にまつわる6択の問題に解答する。巨大な顔の「和に和に様」の歯に書かれた選択肢の中から、1人1本ずつ正解だと思う歯を選んで押し込む。5人連続で正解ならクリアだが、1本だけある不正解の歯を押してしまうと口が閉じて回答者は噛まれ、CO2ガスが噴出される。噛まれた人はそのまま司会者の出すお題に答えて和に和に様に機嫌を直してもらうか、喉の奥から出て来るヒモを引いてその先についた札にある罰ゲームを受けるまで解放されない。
司会者席の後列には和に和に様のハナクソからできた鬼「ガヤガヤトリオ（通常は名前通り3人だが稀に4人）」がおり、解答者に横槍を入れて選択を妨害する。ただし言うことのほとんどが実は間違っている（正解を選択した場合に判明）。
4人連続で正解しパーフェクトに王手がかかっていると殿（蛍原）が最後の解答者に姫チャンスを提示することがある。適用された人は1発ネタを披露して30秒以内に姫（佐々木）を笑わせると既に回答していた4人から1人を指名して解答を代わってもらえる。理論上は最後の解答者の意思で姫チャンス適用を断ることも可能なはずだが殿が強引に適用させているので提示されて断われた人は最後まで出なかった。
ウィルコムとのコラボCMでもこのステージが使用されている。ただし、司会として登場するのは佐々木だけである。
クイズ!オノマトペ
1枚の写真から感じ取れるオノマトペ（擬音語・擬態語）を全員で一致させる。失敗するとCO2ガスが回答者に噴出される。オノマトペ博士として藤野良孝先生が解説を務める。
- 1stステージ：2人1組で5問連続チャレンジする。10秒で答えをまとめ、一致すれば10ポイント獲得。
- 2ndステージ：チーム全員で1問にチャレンジする。揃った人数×10ポイント獲得。ただし全員揃った場合は100ポイント獲得。
- ファイナルステージ：1stステージと2ndステージの合計点が高いチームが挑む。オノマトペの神・具志堅用高と勝利チームのメンバーが1人ずつチャレンジする。1人でも具志堅と一致すればご褒美。

ガンバレ!広辞苑Q児
広辞苑に載っている「意味」から「単語」を当てる。出題から10秒以内に解答し、正解ならば「ホームラン」（1点が入る）、不正解ならば「アウト」と宣告される。1人でもアウトになった時点でそのイニングの攻撃は終了となる。魔球として、佐々木希の頭の中の辞書「のぞみ広辞苑」から出題される場合もあり、その場合は正解すれば3点もらえる。5イニング（『笑う!アメカン』では3イニング）を終えた時点で多くの点を取ったチームの勝ち。負けたチームは代表者1人が勝ったチームの1人からケツバットを受ける。
サバイバル晩さん会 グルメハイアー
VIPによるヒントやゲストの予想、くじ引きで選ばれた代表者の試食コメントを聞いて、2品の高級料理のどちらが高いかを選ぶ。正解すれば次の問題に進むことができるが、不正解だと退場のうえ額縁の中の絵画にされてしまう。問題は3000円以上→1万円以上→3万円以上とレベルが上がり、3問連続で正解すると「最高の晩餐」として3万円レベルで登場した2品の料理両方を食べることができる。
たこたこチュ～ゲーム (宮たこ)
リズムに合わせて順番に「タコ」→「タコ」→「チュ～」と時計回りにコールする。「チュ～」の代わりにタコの人形を中央の台に置いて「オクトパス」と言ったら、次の人が「チュ～」とコールする。「チュ～」の代わりにタコの人形を中央の台から取って「モドシマス」と言ったら、逆回転になった上で次の人が「チュ～」とコールする。言い間違えたりリズムに乗れなかったらアウト、台の中央から白煙が噴射される。アウトになったメンバーは待機メンバーと交代して3回休み。15回戦を終えて最後に残っていた者だけが宮迫の特製たこ焼きを食べることができる。
タコは1人につき1体しか用意されていないため、1度「オクトパス」を使った人は「モドシマス」を使うまでは手持ちが無くなり、再度「オクトパス」を使用することはできない。逆に自分のタコ未使用のまま「モドシマス」を使うことは認められているので、「モドシマス」を先に使った者はその回数分余計に「オクトパス」を使える。
コレで分かる!20の質問
専門家が作成した2択の質問20問に回答し、その結果を元に診断を受ける。
選べ!イマドキNO.1
3項目の人気・売れ筋の中から1位のものを予想する。
2チーム対抗戦。またセットは「和に和にガブチョイス」を流用している（メンバーも宮迫が司会者席から解答者席に移動したこと以外同一）。不正解で噛まれるのは同じだが罰ゲームは無い。
腹ペコ!サインBINGO
芸能人が訪れる絶品グルメの店を巡り、有名人のサインが3つ並べば極上グルメを食べられる。

### 過去のコーナー
ゲスト!FAQ 〜よく聞かれるイヤな質問〜
スペシャルゲストのよく聞かれるイヤな質問ベスト3を当てる。
いちばん上に検索さ〜ん
ネット検索の結果、ある有名人の名前が1番上にヒットするような3つのキーワードを考える。
ハンティングワード
単語の中に隠された「動物」や「食べ物」を探す。失敗するとCO2ガスが回答者に噴出される。
組み合わせファミレスベスト
一流シェフが考案した絶品の組み合わせ料理の中から、シェフの選んだベスト1コラボを当てる。不正解だと参加者全員が刺激の強い物を食べさせられる。
1位をつかめ!ランキングバルーン
様々なランキングの1位から4位の項目がランダムでバルーンと繋がっている。その中から1位を選んでバルーンにぶら下がる。正解者には足場が与えられるが、不正解者は落とされる。
English道場 英剣
剣道場を舞台に英語の「正しい発音」「正しいスペル」を当てる。
クイズ戦隊 アメレンジャー
- 5分の3を選択ナンジャー

5人それぞれに「答え」が割り振られており、その内3つが正解の「答え」である。自分の「答え」が正解だと判断したら、出題されてから10秒以内にジャンプする。3問連続正解でクリア。
- A・Bドッチンジャー

出演者に関する個人的な2択問題で全員の答えを一致させる。
味のコメントバトル 宮迫食KING
極上グルメを食べて、おバカグルメリポーターのコメントと被らないように味を表現する。被ってしまった者には、宮迫から電気ショックをかけられる。

## ネット局

### パイロット版
| 放送対象地域 | 放送局            | 系列                                           | 放送日時                    | 遅れ     |
| ------------ | ----------------- | ---------------------------------------------- | --------------------------- | -------- |
| 関東広域圏   | 日本テレビ（NTV） | 日本テレビ系列                                 | 2011年12月3日 13:30 - 14:30 | 制作局   |
| 宮崎県       | テレビ宮崎（UMK） | フジテレビ系列／日本テレビ系列／テレビ朝日系列 | 2012年1月19日 0:29 - 1:24   | 46日遅れ |

### 笑う!アメカン
| 放送対象地域 | 放送局                | 系列                           | 放送日時                         | 遅れ   |
| ------------ | --------------------- | ------------------------------ | -------------------------------- | ------ |
| 関東広域圏   | 日本テレビ（NTV）     | 日本テレビ系列                 | 土曜日 0:55 - 1:25               | 制作局 |
| 北海道       | 札幌テレビ（STV）     | 日本テレビ系列                 | 土曜日 13:30 - 14:00             | 不明   |
| 福島県       | 福島中央テレビ（FCT） | 日本テレビ系列                 | 火曜日（月曜日深夜） 1:04 - 1:59 | 不明   |
| 大分県       | テレビ大分（TOS）     | 日本テレビ系列／フジテレビ系列 | 日曜日 16:55 - 17:25             | 不明   |

### みんなのアメカン
| 放送対象地域   | 放送局                                       | 系列                           | 放送曜日・時間                   |
| -------------- | -------------------------------------------- | ------------------------------ | -------------------------------- |
| 関東広域圏     | 日本テレビ（NTV） 『みんなのアメカン』制作局 | 日本テレビ系列                 | 木曜日 19:00 - 19:56             |
| 北海道         | 札幌テレビ（STV）                            | 日本テレビ系列                 | 木曜日 19:00 - 19:56             |
| 青森県         | 青森放送（RAB）                              | 日本テレビ系列                 | 木曜日 19:00 - 19:56             |
| 岩手県         | テレビ岩手（TVI）                            | 日本テレビ系列                 | 木曜日 19:00 - 19:56             |
| 宮城県         | ミヤギテレビ（MMT）                          | 日本テレビ系列                 | 木曜日 19:00 - 19:56             |
| 秋田県         | 秋田放送（ABS）                              | 日本テレビ系列                 | 木曜日 19:00 - 19:56             |
| 山形県         | 山形放送（YBC）                              | 日本テレビ系列                 | 木曜日 19:00 - 19:56             |
| 福島県         | 福島中央テレビ（FCT）                        | 日本テレビ系列                 | 木曜日 19:00 - 19:56             |
| 山梨県         | 山梨放送（YBS）                              | 日本テレビ系列                 | 木曜日 19:00 - 19:56             |
| 新潟県         | テレビ新潟（TeNY）                           | 日本テレビ系列                 | 木曜日 19:00 - 19:56             |
| 長野県         | テレビ信州（TSB）                            | 日本テレビ系列                 | 木曜日 19:00 - 19:56             |
| 静岡県         | 静岡第一テレビ（SDT）                        | 日本テレビ系列                 | 木曜日 19:00 - 19:56             |
| 富山県         | 北日本放送（KNB）                            | 日本テレビ系列                 | 木曜日 19:00 - 19:56             |
| 石川県         | テレビ金沢（KTK）                            | 日本テレビ系列                 | 木曜日 19:00 - 19:56             |
| 福井県         | 福井放送（FBC）                              | 日本テレビ系列／テレビ朝日系列 | 木曜日 19:00 - 19:56             |
| 中京広域圏     | 中京テレビ（CTV）                            | 日本テレビ系列                 | 木曜日 19:00 - 19:56             |
| 近畿広域圏     | 読売テレビ（ytv）                            | 日本テレビ系列                 | 木曜日 19:00 - 19:56             |
| 鳥取県・島根県 | 日本海テレビ（NKT）                          | 日本テレビ系列                 | 木曜日 19:00 - 19:56             |
| 広島県         | 広島テレビ（HTV）                            | 日本テレビ系列                 | 木曜日 19:00 - 19:56             |
| 山口県         | 山口放送（KRY）                              | 日本テレビ系列                 | 木曜日 19:00 - 19:56             |
| 徳島県         | 四国放送（JRT）                              | 日本テレビ系列                 | 木曜日 19:00 - 19:56             |
| 香川県・岡山県 | 西日本放送（RNC）                            | 日本テレビ系列                 | 木曜日 19:00 - 19:56             |
| 愛媛県         | 南海放送（RNB）                              | 日本テレビ系列                 | 木曜日 19:00 - 19:56             |
| 高知県         | 高知放送（RKC）                              | 日本テレビ系列                 | 木曜日 19:00 - 19:56             |
| 福岡県         | 福岡放送（FBS）                              | 日本テレビ系列                 | 木曜日 19:00 - 19:56             |
| 長崎県         | 長崎国際テレビ（NIB）                        | 日本テレビ系列                 | 木曜日 19:00 - 19:56             |
| 熊本県         | くまもと県民テレビ（KKT）                    | 日本テレビ系列                 | 木曜日 19:00 - 19:56             |
| 鹿児島県       | 鹿児島読売テレビ（KYT）                      | 日本テレビ系列                 | 木曜日 19:00 - 19:56             |
| 大分県         | テレビ大分（TOS）                            | 日本テレビ系列／フジテレビ系列 | 月曜日 9:55 - 10:55              |
| 沖縄県         | 沖縄テレビ（OTV）                            | フジテレビ系列                 | 木曜日（水曜日深夜） 0:43 - 1:43 |

## スタッフ

### 土曜深夜時代（笑う!アメカン）
- 企画・演出：伊藤慎一
- 構成：松井洋介、ヒロハラノブヒコ、宮下勇二、カツオ
- 技術：NiTRO、ヌーベルバーグ
- 美術プロデューサー：星野充紀
- 美術デザイン：栗原純二
- 編集：中西雅照
- MA：島崎敏晴
- ナレーター：逸見友恵
- 音効：小田切暁
- TK：石島加奈子
- デスク：本郷直
- 編成：高谷和男、池田潔美
- 協力：日テレアート、読売映像
- AD：池田大史、小林香央莉
- AP：伊藤康一
- ディレクター：塩入修、冨田大介、吉仲哲也
- 演出：海野裕二、岩本雅直、那須太輔
- プロデューサー：堀金澄彦、高家宏明、高橋正子
- チーフプロデューサー：松崎聡男
- 制作協力：SION
- 製作著作：日本テレビ

### 木曜ゴールデン時代（みんなのアメカン）
- 構成：松井洋介、とちぼり元、ヒロハラノブヒコ、宮下勇二、丸山コウジ、カツオ
- 技術：NiTRO、ヌーベルバーグ、池田屋
- 美術プロデューサー：星野充紀（日テレアート）
- 美術デザイン：栗原純二（日テレアート）
- 編集：中西雅照（読売映像）
- MA：島崎敏晴（読売映像）
- ナレーター：逸見友恵、町田浩徳（日本テレビアナウンサー）、山崎優、あおい洋一郎
- 音効：小田切暁
- TK：石島加奈子
- デスク：本郷直
- 編成：高谷和男→下田明宏、池田潔美
- 広報：西室由香里
- リサーチ：中原祐
- AD：宋晃溶、有田駿介、新行内隼人、池田大史、伊差川竜也、中嶋日登美、橋本耕、小高浩志
- AP：伊藤康一、須山由佳子、出浦寿恵
- ディレクター：大美賀利征、岩本雅直、冨田大介、吉仲哲也、山口耕平、山崎勝、小川大輔、佐藤丁丈、上田崇博、畑野圭吾、安島隆、金田勇樹
- 演出：海野裕二、津留正宏
- プロデューサー：堀金澄彦、高家宏明、榎元美由紀、錦信次、鈴木希巳江、所俊輔、高橋正子、中村博行
- 総合演出：伊藤慎一、那須太輔（以前は演出）
- チーフプロデューサー：松崎聡男
- 制作協力：SION、AX-ON、IVSテレビ制作[10]
- 製作著作：日本テレビ

## 備考
- 2012年5月17日の放送で当番組の後に放送されている『ぐるぐるナインティナイン』とのコラボレーションを行い、当番組に『ぐるナイ』から羽鳥慎一が、『ぐるナイ』に当番組から雨上がり決死隊が出演した。
- 2012年6月28日の放送でも『ぐるナイ』とのコラボレーションが行われ、当番組に『ぐるナイ』から杏が、『ぐるナイ』に当番組から佐々木が出演した。
  - 杏は当時『ぐるナイ』のコーナー『グルメチキンレース・ゴチになります!』のメンバーだったが、佐々木も2010年 - 2011年までは同コーナーのメンバーだった。また、雨上がり決死隊も同コーナーにVIPチャレンジャーとして出演した。